# Cattedrale di Leeds
La cattedrale di Leeds (in inglese: Leeds Cathedral), formalmente cattedrale di Sant'Anna (in inglese: St Anne Cathedral o Cathedral Church of St Anne) nella città di Leeds, nel nord dell'Inghilterra, è la chiesa episcopale della diocesi cattolica romana di Leeds. È stata creata negli anni 1902-1904 secondo i piani di John Henry Eastwood e Sydney Kyffin Greenslade.

## Storia
Nel corso dell'emancipazione cattolica, nel 1786 fu allestita una sala di preghiera per la congregazione inizialmente piccola di Leeds e nel 1794 fu costruita una cappella. A causa della rapida crescita della comunità attraverso l'industrializzazione e gli immigrati irlandesi, la prima chiesa di Sant'Anna fu costruita nel centro della città nel 1836-1838. L'elevazione a cattedrale avvenne nel 1878 con l'istituzione della diocesi di Leeds.
Nel 1899, la chiesa di Sant'Anna dovette essere venduta in maniera obbligatoria e venne demolita per un ampliamento stradale progettato dalla città. Il nuovo edificio venne creato a pochi metri dalla vecchia posizione. I lavori di ricostruzione terminarono nel 1904 e nel 2006 la cattedrale venne restaurata.

## Edificio
La cattedrale è di piccole dimensioni a causa del suo sito limitato. C'è una sala capitolare e un presbiterio. È costruita in pietra Weldon con dettagli in pietra Ketton. Il fronte ovest ha un alto frontone tra grandi contrafforti che terminano in torrette gotiche.